# プラーサートトーン
プラーサートトーン（タイ語: ปราสาททอง、タイ語発音: [prāː.sàːt.tʰɔ̄ːŋ]、1600年頃 - 1656年8月7日）は、1629年から1656年までアユタヤ王国を統治したプラサートトーン王朝の初代君主である。彼の治世は、権力掌握における混乱と、その後のアユタヤの政治的・文化的再編の時代として特徴づけられる。

## 生涯と即位
プラーサートトーンは、1600年頃に生まれたとされている。その出自については諸説あるが、エカートッサロット王の庶子であるとする説や、ソンタム王の母方の従兄弟であるとする説が存在する。彼は若年期から頭角を現し、ソンタム王の宮廷で強力な地位を築いていった。1628年までにチャオプラヤー・カラーホーム・スリヤウォンという称号を得ており、当時のヨーロッパの記録では「カラーホーム」として言及されることが多い。
プラーサートトーンの王位継承は、暴力的なクーデターの結果であった。彼はソンタム王の死後、その息子たちを排除し、傀儡の王を擁立した後に処刑して、1629年に自ら王位に就いた。この権力掌握の過程で、アユタヤの日本人町は破壊され、徳川幕府との正式な外交関係は断絶された。彼はまた、日本の傭兵山田長政を巧みに利用し、ライバルであったシーシン王子を排除した後、山田長政も毒殺し、残る日本人を追放した。

## 治世
プラーサートトーンの治世（1629年 - 1656年）は、強力な統治と政治的安定の確立に特徴づけられる。彼は多くの刑法を制定し、強力な指導者として君臨した。彼の治世において、カンボジアは再びシャムの属国となった。しかし、北部の領土、例えばチェンマイなどは失われた。
文化的な面では、1630年にチャイワッタナーラーム寺院を建立し、その建築様式にはクメール様式を取り入れるなど、彼の権力と美意識が反映されている。彼はまた、バンパイン宮殿も建設している。

## 死と後継者
プラーサートトーンは1656年8月7日に死去した。彼の死後、長男のチャイ王子がサンペット6世として王位を継承した。しかし、その後権力闘争が起こり、最終的にナーラーイ王が王位に就くこととなる。